# Hydroptila gurdi
Hydroptila gurdi är en nattsländeart som beskrevs av Wells 1990. Hydroptila gurdi ingår i släktet Hydroptila och familjen smånattsländor. Inga underarter finns listade i Catalogue of Life.